# Násznaposok
A Násznaposok (eredeti cím: Bride Hard) 2025-ben bemutatott amerikai akció filmvígjáték, amelyet Simon West rendezett. A forgatókönyvet saját és CeCe Pleasants története alapján Shaina Steinberg írta. A főbb szerepekben Rebel Wilson, Anna Camp, Anna Chlumsky, Da’Vine Joy Randolph, Gigi Zumbado, Stephen Dorff és Justin Hartley látható. Általánosságban negatív visszajelzéseket kapott a kritikusoktól. 
Az Amerikai Egyesült Államokban 2025. junius 20-án mutatták be a mozikban, míg Magyarországon 2025. július 17-én jelent meg a Fórum Hungary forgalmazásában.

## Cselekmény
Samnek kell a legjobb barátnője, Betsy tanújának lennie. Azonban titkos ügynökként dolgozik, és egy küldetés miatt kénytelen otthagyni a lánybúcsút. A menyasszony ekkor csalódik Samben, és csak koszorúslányként hívja meg az esküvőre.
A koszorúslányi feladatokat Virginiára bízza. Az esküvői fogadáson egy csapat fegyveres zsoldos túszul ejti a násznépet. Sam Betsyvel együtt megpróbálja likvidálni a támadókat és megmenteni az esküvői rendezvényt.

## Szereplők
| Szerep   | Színész              | Magyar hang       |
| -------- | -------------------- | ----------------- |
| Sam      | Rebel Wilson         | Kokas Piroska     |
| Betsy    | Anna Camp            | Földes Eszter     |
| Virginia | Anna Chlumsky        | Nemes Takách Kata |
| Lydia    | Da’Vine Joy Randolph | Makay Andrea      |
| Zoe      | Gigi Zumbado         | Dobó Enikő        |
| Kurt     | Stephen Dorff        | Kamarás Iván      |
| Chris    | Justin Hartley       | Dányi Krisztián   |
| Ryan     | Sam Huntington       | Fehér Tibor       |
| Nadine   | Sherry Cola          | Murányi Tünde     |
| Frank    | Michael O’Neill      | Rosta Sándor      |
| Magnus   | Jeff Chase           | Ullmann Ottó      |
| Mark     | Craig Anton          | Kárpáti Levente   |
| Diane    | Colleen Camp         | Virághalmy Judit  |

### Magyar változat
- Főcím: Egressy G. Tamás
- Magyar szöveg: Laki Mihály
- Hangmérnök és vágó: Szabó Miklós
- Gyártásvezető: Boskó Andrea
- Szinkronrendező: Kosztola Tibor
- Produkciós vezető: Jávor Barbara

A szinkront a Dub4 Studios készítette el.

## A film készítése
2023. május 9-én jelentették be, hogy Rebel Wilson szerepelni fog a Simon West által rendezett Násznaposok című akció-vígjátékban. A forgatókönyvet saját és CeCe Pleasants Adams története alapján Shaina Steinberg írta. A producerek Joel David Moore, Max Osswald, Cassian Elwes és Colleen Camp voltak. Augusztusban bejelentették, hogy Anna Camp, Justin Hartley, Da’Vine Joy Randolph, Anna Chlumsky, Stephen Dorff, Gigi Zumbado, Sam Huntington, Sherry Cola és Michael O’Neill csatlakozott a szereplőgárdához.
A film a szakszervezet akkori sztrájkja miatt ideiglenes megállapodást kötött a SAG-AFTRA-val.
A forgatás 2023 júliusában kezdődött a Georgia állambeli Savannah-ban, és augusztusban fejeződött be. Egy verekedős jelenet forgatása közben Wilsont véletlenül arcon találta egy fegyver csöve, és össze kellett varrni.
A film zenéjét Ryan Shore szerezte. A „Butterfly” című főcímdalt Yoshiki írta és komponálta a filmhez, amelyet Bi-ray adott elő.

## Bemutató
2023 szeptemberében a Signature Entertainment megszerezte a film forgalmazási jogait az Egyesült Királyságban és Írországban. 2025 januárjában a Magenta Light Studios megvásárolta az amerikai forgalmazási jogokat, és a széles körű mozibemutatót még ebben az évben tervezik. A filmet 2025. június 20-án mutatták be.